# Bradysia nocturna
Bradysia nocturna är en tvåvingeart som beskrevs av Risto Kalevi Tuomikoski 1960. Bradysia nocturna ingår i släktet Bradysia och familjen sorgmyggor.
Artens utbredningsområde är Finland. Arten är reproducerande i Sverige. Inga underarter finns listade i Catalogue of Life.